# 中院通時
中院 通時（なかのいん みちとき）は、鎌倉時代後期の公卿。官位は正二位・権中納言。
准大臣・中院通頼の二男。母は権大納言・姉小路顕朝の娘。中院通重の同母弟。

## 経歴
以下、『公卿補任』と『尊卑分脈』の内容に従って記述する。
- 建治元年（1275年）10月8日、叙爵。
- 建治3年（1277年）11月5日、従五位上に昇叙。
- 弘安2年（1279年）11月19日、正五位下に昇叙[1]。
- 弘安4年（1281年）11月5日、侍従に任ぜられる。
- 弘安6年（1283年）1月5日、従四位下に昇叙。
- 弘安8年（1285年）3月1日、従四位上に昇叙。
- 弘安9年（1286年）1月13日、左少将に任ぜられる。
- 弘安10年（1287年）1月13日、周防介を兼ねる。
- 弘安11年（1288年）4月7日、右中将に転任。同年11月21日、正四位下に昇叙。
- 正応4年（1291年）1月3日、従三位に叙される[2]。4月2日、中宮権亮は元の如し。
- 正応5年（1292年）12月25日、中宮権亮を止める。
- 永仁元年（1293年）1月7日、正三位に昇叙。
- 永仁2年（1294年）12月24日、右衛門督を兼ねる。
- 永仁3年（1295年）1月28日、左中将に任ぜられる。同年12月29日、参議に任ぜられる。左中将は元の如し。
- 永仁4年（1296年）3月9日、左衛門督を兼ね検非違使別当に補される。4月13日、権中納言に任ぜられる。10月24日、左衛門督と検非違使別当を辞し、11月3日には帯剣を許される。
- 永仁5年（1297年）3月20日、従二位に昇叙[3]。
- 永仁6年（1298年）6月23日、権中納言を辞退し正二位に昇叙。
- 正和元年（1312年）9月21日、出家。